# Nyctibora
Nyctibora es un género de cucarachas de la familia Ectobiidae.

## Especies
- Nyctibora acaciana Roth, 2003
- Nyctibora albuquerquei Rocha e Silva, 1955
- Nyctibora azteca Saussure & Zehntner, 1893
- Nyctibora bicolor (Rocha e Silva, 1957)
- Nyctibora bohlsi Giglio-Tos, 1897
- Nyctibora borellii Giglio-Tos, 1897
- Nyctibora brunnea (Thunberg, 1826)
- Nyctibora confusa Giglio-Tos, 1897
- Nyctibora dichropoda Hebard, 1926
- Nyctibora fictor Rehn, 1928
- Nyctibora glabra Giglio-Tos, 1897
- Nyctibora gurneyi Rocha e Silva & Aguiar, 1978
- Nyctibora humeralis Dohrn, 1888
- Nyctibora intermedia Saussure, 1873
- Nyctibora laevigata (Palisot de Beauvois, 1805)
- Nyctibora latipennis Burmeister, 1838
- Nyctibora lutzi Rehn & Hebard, 1927
- Nyctibora mexicana Saussure, 1862
- Nyctibora neoglabra Rocha e Silva & Aguiar, 1978
- Nyctibora nigra Lopes, Oliveira & Tarli, 2014
- Nyctibora noctivaga Rehn, 1903
- Nyctibora obscura Saussure, 1864
- Nyctibora princisi Bonfils, 1975
- Nyctibora sericea Burmeister, 1838
- Nyctibora sinop Rocha e Silva & Aguiar, 1978
- Nyctibora stygia Walker, 1868
- Nyctibora tenebrosa Walker, 1868
- Nyctibora tetrasticta Hebard, 1922
- Nyctibora truncata Saussure & Zehntner, 1893
- Nyctibora tupi Rocha e Silva & Aguiar, 1978